# NDW 2005
NDW 2005 (Neue Deutsche Welle 2005) ist ein Lied des Berliner Rappers Fler. Der Song ist die erste Singleauskopplung seines Debütalbums Neue Deutsche Welle und wurde am 2. Mai 2005 veröffentlicht.

## Inhalt
Thematisch bezieht sich NDW 2005 vorrangig auf Flers deutsche Abstammung, da er einer der wenigen deutschen Rapper ist, die keinen Migrationshintergrund besitzen. Er vergleicht seinen Hip-Hop mit Volksmusik, da er zwar von den Medien boykottiert wird, aber das Volk ihn liebt. Folglich fordert er eine Deutsch-Quote für das Radio, da dort nur „Ami-Rap“ gespielt werden würde, der nicht zensiert werden müsse, da die Texte keiner versteht. Flers Musik dagegen würde öffentlich zensiert und entschärft. Er bezeichnet seine Songs als Nationalhymne mit Schlagzeug und Bass und kündigt an, dass 2005 eine neue Zeit für deutsche Musik anbricht.

## Produktion
Die Musik des Lieds wurde von den Produzenten Paul NZA und Kilian Mues produziert. Die Melodie basiert auf dem Song Rock Me Amadeus von Falco.

## Musikvideo
Beim zu NDW 2005 gedrehten Video führte Specter, einer der Mitbegründer von Aggro Berlin, Regie. Neben Fler sind u. a. auch Sido, B-Tight, Tony D, G-Hot, Deso Dogg, Shizoe und Patrice zu sehen.
Fler fährt in einem schwarzen Mercedes-Benz CLS durch Berlin, bis er bei zwei Prostituierten anhält. In einigen Szenen trägt er ein T-Shirt, das das Gesicht des ehemaligen österreichischen Künstlers Falco zeigt. Später sieht man Fler und seine Leute in einer Halle, in der ein Kickbox-Kampf, der an Szenen aus dem Film Fight Club erinnert, stattfindet. Am Anfang und Ende des Videos hält Fler einen Adler auf seinem Arm.

## Single

### Titelliste
Die CD-Single von NDW 2005 umfasst neben der Originalversion des Stücks noch drei weitere Varianten sowie Instrumental und Musikvideo. Außerdem sind die drei Non-Album-Tracks Heimkind, Handy Nr. und Du Opfer auf der Single enthalten. Auf Letzterem wird Fler von seinem Rapkollegen B-Tight, der damals ebenfalls bei Aggro Berlin unter Vertrag stand, unterstützt.
1. NDW 2005 (Original-Version) – 3:51
2. NDW 2005 (Radio-Version) – 3:51
3. NDW 2005 (Paul NZA & Kilian Remix) – 3:51
4. NDW 2005 (Derezon Remix) – 4:15
5. Heimkind – 3:11
6. Handy Nr. – 3:34
7. Du Opfer (feat. B-Tight) – 3:49
8. NDW 2005 Instrumental – 3:51
9. NDW 2005 Musikvideo – 4:07

### Chartplatzierungen
NDW 2005 stieg in der 20. Kalenderwoche des Jahres 2005 auf Platz 10 in die deutschen Single-Charts ein und erreichte in der folgenden Woche mit Rang 9 die Höchstposition. Insgesamt hielt sich das Lied 17 Wochen in den Top 100. In Österreich belegte der Song Position 19 und konnte sich 15 Wochen in den Charts halten. In den deutschen Jahrescharts 2005 belegte die Single Platz 49.
| ChartsChartplatzierungen | Höchstplatzierung | Wochen |
| ------------------------ | ----------------- | ------ |
| Deutschland (GfK)        | 9 (17 Wo.)        | 17     |
| Österreich (Ö3)          | 19 (15 Wo.)       | 15     |

| ChartsJahrescharts (2005) | Platzierung |
| ------------------------- | ----------- |
| Deutschland (GfK)         | 49          |

### Auszeichnungen für Musikverkäufe
Für mehr als 100.000 verkaufte Exemplare erhielt NDW 2005 im Jahr 2007 einen Impala-Award in Gold. Damit ist der Track bis heute Flers kommerziell erfolgreichste Single.
| Land/Region     | Auszeichnungen für Musikverkäufe (Land/Region, Auszeichnung, Verkäufe) | Verkäufe |
| --------------- | ---------------------------------------------------------------------- | -------- |
| Europa (Impala) | Gold                                                                   | 100.000  |
| Insgesamt       | 1× Gold ·                                                              | 100.000  |